# Anna van Kleef (1552-1632)

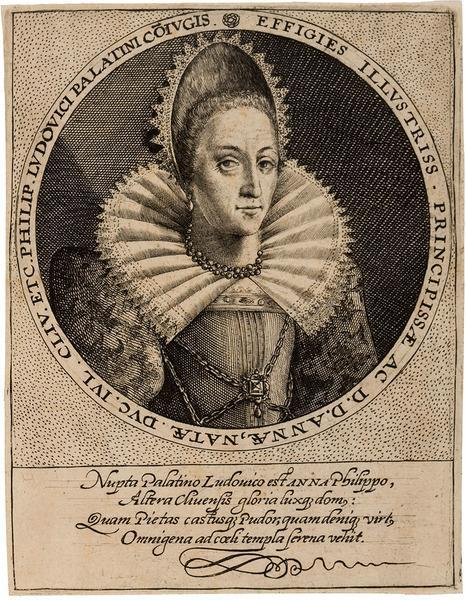
Anna van Kleef.

Anna van Kleef (Kleef, 1 maart 1552 – Höchstädt an der Donau, 16 oktober 1632) was van 1574 tot 1614 vorstin van Palts-Neuburg. Ze behoorde tot het huis van der Mark.

## Levensloop
Anna was de tweede dochter van hertog Willem van Gulik-Kleef-Berg en Maria van Oostenrijk, dochter van keizer Ferdinand I. Terwijl haar broers een katholieke opvoeding kregen, werden Anna en haar zussen door hun tante Amalia van Kleef lutheraans opgevoed.
Anna en haar zussen hadden het privilege van erfgerechtigde dochter gekregen, wat van hen begeerde huwelijkskandidaten maakte. Op 27 september 1574 trad ze in het huwelijk met vorst Filips Lodewijk van Palts-Neuburg (1547-1614), waarbij ze als weduwegoed Höchstädt en Liezheim verzekerd kreeg.   
Filips Lodewijk maakte van Anna's privilege gebruik om na de dood van hertog Johan Willem van Gulik-Kleef-Berg in 1609 deze hertogdommen te claimen. Omdat ook Anna's zussen, die in andere heersersfamilies gehuwd waren, dit privilege lieten gelden, brak de Gulik-Kleefse Successieoorlog uit. In deze strijd vertegenwoordigde Anna's zoon Wolfgang Willem de belangen van Palts-Neuburg. In 1614 kwam deze oorlog ten einde met het Verdrag van Xanten, waarbij Wolfgang Willem en keurvorst Johan Sigismund van Brandenburg Gulik-Kleef-Berg onderling verdeelden.
Na het overlijden van haar echtgenoot trok Anna zich terug in het Slot van Höchstädt, waar ze in oktober 1632 op 80-jarige leeftijd stierf. Omdat Palts-Neuburg toen met een invasie van Zweedse troepen kampte, in nasleep van de Dertigjarige Oorlog, kon ze pas in 1633 bijgezet worden in de Sint-Maartenskerk van Lauingen.

## Nakomelingen
Anna en haar echtgenoot Filips Lodewijk kregen acht kinderen:
- Anna Maria (1575-1643), huwde in 1591 met hertog Frederik Willem I van Saksen-Weimar
- Dorothea Sabina (1576-1598)
- Wolfgang Willem (1578-1653), vorst van Palts-Neuburg
- Otto Hendrik (1580-1581)
- August (1582-1632), vorst van Palts-Sulzbach
- Amalia Hedwig (1584-1607)
- Johan Frederik (1587-1644), vorst van Palts-Hilpoltstein
- Sophia Barbara (1590-1591)

## Voorouders
| Voorouders van Anna van Kleef | Voorouders van Anna van Kleef                                          | Voorouders van Anna van Kleef                                          | Voorouders van Anna van Kleef                                                    | Voorouders van Anna van Kleef                                                    | Voorouders van Anna van Kleef                                                   | Voorouders van Anna van Kleef                                                   | Voorouders van Anna van Kleef                                                   | Voorouders van Anna van Kleef                                                   |
| ----------------------------- | ---------------------------------------------------------------------- | ---------------------------------------------------------------------- | -------------------------------------------------------------------------------- | -------------------------------------------------------------------------------- | ------------------------------------------------------------------------------- | ------------------------------------------------------------------------------- | ------------------------------------------------------------------------------- | ------------------------------------------------------------------------------- |
| Overgrootouders               | Johan II van Kleef (1458-1521) ∞ Mathilde van Hessen (1473-1505)       | Johan II van Kleef (1458-1521) ∞ Mathilde van Hessen (1473-1505)       | Wilhelm IV/III van Gullik-Berg (1455-1511) ∞ Sibylle van Brandenburg (1467-1524) | Wilhelm IV/III van Gullik-Berg (1455-1511) ∞ Sibylle van Brandenburg (1467-1524) | Filips I van Castilië (1478-1505) ∞ 1496 Johanna van Castilië (1479–1555)       | Filips I van Castilië (1478-1505) ∞ 1496 Johanna van Castilië (1479–1555)       | Wladislaus II van Hongarije (1456-1514) ∞ 1502 Anna van Foix (1484-1506)        | Wladislaus II van Hongarije (1456-1514) ∞ 1502 Anna van Foix (1484-1506)        |
| Grootouders                   | Johan III van Kleef (1490-1539) ∞ 1451 Maria van Gullik (1491-1543)    | Johan III van Kleef (1490-1539) ∞ 1451 Maria van Gullik (1491-1543)    | Johan III van Kleef (1490-1539) ∞ 1451 Maria van Gullik (1491-1543)              | Johan III van Kleef (1490-1539) ∞ 1451 Maria van Gullik (1491-1543)              | Keizer Ferdinand I (1503-1564) ∞ 1521 Anna van Bohemen en Hongarije (1503–1547) | Keizer Ferdinand I (1503-1564) ∞ 1521 Anna van Bohemen en Hongarije (1503–1547) | Keizer Ferdinand I (1503-1564) ∞ 1521 Anna van Bohemen en Hongarije (1503–1547) | Keizer Ferdinand I (1503-1564) ∞ 1521 Anna van Bohemen en Hongarije (1503–1547) |
| Ouders                        | Willem V van Kleef (1516-1592) ∞ 1451 Maria van Oostenrijk (1531-1581) | Willem V van Kleef (1516-1592) ∞ 1451 Maria van Oostenrijk (1531-1581) | Willem V van Kleef (1516-1592) ∞ 1451 Maria van Oostenrijk (1531-1581)           | Willem V van Kleef (1516-1592) ∞ 1451 Maria van Oostenrijk (1531-1581)           | Willem V van Kleef (1516-1592) ∞ 1451 Maria van Oostenrijk (1531-1581)          | Willem V van Kleef (1516-1592) ∞ 1451 Maria van Oostenrijk (1531-1581)          | Willem V van Kleef (1516-1592) ∞ 1451 Maria van Oostenrijk (1531-1581)          | Willem V van Kleef (1516-1592) ∞ 1451 Maria van Oostenrijk (1531-1581)          |